# 阿岸明子
阿岸 明子（あぎし あさこ、1939年 - ）は、NPO法人オーロラ日本語奨学金基金理事長。既婚。